# María Mercedes
María Mercedes este o telenovelă cu Thalía în rol principal, realizată în Mexic, 1992, color.
- regizor: Beatriz Sheridan
- scriitor: Inés Rodena

## Distribuția
- Thalía .... María Mercedes
- Arturo Peniche .... Jorge Luis del Olmo
- Carmen Salinas .... Doña Filogonia
- Laura Zapata .... Malvina del Olmo
- Fernando Colunga .... Chicho
- Gabriela Goldsmith .... Magnolia
- Fernando Ciangherotti .... Santiago del Olmo
- Jaime Moreno .... Rodolfo
- Luis Gimeno .... Sebastián
- Luis Uribe .... Manuel
- Roberto Ballesteros .... Cordelio Cordero Manso
- Roberto Guzmán .... Teo 'El Jarocho'
- Aurora Molina .... Natalia
- Virginia Gutiérrez .... Blanca
- Carmen Amezcua .... Digna del Olmo
- Jaime Lozano .... Doctor Diaz
- Héctor del Puerto .... Funcionario
- Héctor Gómez .... Chaplin
- Julio Urrueta .... Napoleon
- Silvia Caos .... Alma
- Carlos Rotzinger
- Raúl Padilla 'Choforo' .... El Chupes / Arturo
- Manuel D'Flan
- Irma Torres
- José Luis González y Carasco
- Agustín López Zaveta
- Vanessa Angers .... Berenice
- Meche Barba .... Chonita
- Sylvia Campos .... Diana
- Rosa Carmina .... Rosa
- Carlos Corres
- Marcela Figueroa
- Arturo García Tenorio .... El Latas / Rogariano
- Paola García
- Diana Golden .... Fabiola Mayerling Sanroman
- Alfredo Gutiérrez
- Alberto Inzúa .... Lic.Mario Portales
- Lucero Lander .... Karen
- Arturo Lorca
- Rebeca Manríquez .... Justa
- Enrique Marine
- Nicky Mondellini .... Mística
- Irlanda Mora .... Paz
- Erika Olivo
- Rossana San Juan .... Zafiro
- Evangelina Sosa .... Candy
- Cuco Sánchez .... Genaro
- Marco Uriel
- Xavier Ximénez
- Rafael del Villar .... Ricardo
- Karla Álvarez .... Rosario
- Victor Vera .... Juez Registro Civil
- Paquita "La del Barrio" .... Paquita
- Ari Telch .... Carlos Urbina
- David Ostrosky
- Elia Domenzain .... Directora del colegio
- Jeanette Candiani
- Patricia Navidad
- Ricardo Vera
- Lina Michel